# Bacurituba
Bacurituba är en kommun i Brasilien.   Den ligger i delstaten Maranhão, i den nordöstra delen av landet, 1 500 km norr om huvudstaden Brasília. Antalet invånare är 5 304.
Trakten runt Bacurituba består huvudsakligen av våtmarker. Runt Bacurituba är det mycket glesbefolkat, med 7 invånare per kvadratkilometer.